# ラップランド盾章
ラップランド盾章(ドイツ語: Lapplandschild)は、ナチス・ドイツの袖用盾章。

## 概要
1944年11月から勃発したラップランド戦争を対象戦役として、第20山岳軍のフランツ・ベーメにより提案された。ラップランド盾章はこの戦争で6か月以上「立派で役立った」人物に贈られる予定であった。
1945年2月に制定されたこの盾章は、正式に設けられた盾章としては最後のものである。制定された時期が終戦間近ということもあり、1945年5月以降も部隊の司令官によって授与されたが詳しい数は不明である。
ラップランド盾章は他の盾章と異なり、国家鷲章にハーケンクロイツが使用されていなかった。また、兵科を表す裏布も存在していなかった。